# ماثيو أدلر
ماثيو أدلر (بالإنجليزية: Matthew Adler)‏ هو عالم قانوني أمريكي، ولد في 1962.